# ناحیه هریس، میشیگان
ناحیه هریس (به انگلیسی: Harris Township) یک منطقهٔ مسکونی در ایالات متحده آمریکا است که در شهرستان منامنی، میشیگان واقع شده‌است.
 ناحیه هریس ۳۷۱٫۰ کیلومتر مربع مساحت و ۱٬۸۹۵ نفر جمعیت دارد و ۲۵۹ متر بالاتر از سطح دریا واقع شده‌است.